# Emma Bunton
Emma Lee Bunton (Finchley, 21 de janeiro de 1976) é uma cantora, compositora, atriz e personalidade da mídia britânica. Ela alcançou a fama na década de 1990 como integrante do grupo Spice Girls, do qual era apelidada de Baby Spice, refletindo o fato de ser a integrante mais jovem. Com mais de 100 milhões de discos vendidos mundialmente, Spice Girls é o grupo feminino mais vendido de todos os tempos. O grupo entrou em um hiato por tempo indeterminado em 2000, antes de se reunir para um álbum de grandes sucessos (2007) e duas turnês: The Return of the Spice Girls (2007–2008) e Spice World (2019).
Bunton começou sua carreira como solista com o lançamento de seu álbum de estreia, A Girl Like Me (2001), que estreou no topo da parada de álbuns britânica e recebeu o certificado de ouro da British Phonographic Industry (BPI). O álbum produziu os sucessos "What Took You So Long?", "What I Am" e "Take My Breath Away". Seu segundo álbum de estúdio, Free Me (2004), incluiu a faixa-título, que alcançou o top cinco do gráfico de singles britânico, bem como "Maybe" e "I'll Be There" que chegaram ao top dez. O terceiro álbum de estúdio de Bunton, Life in Mono (2006), produziu a canção de sucesso "Downtown". Em 2019, ela lançou seu quarto álbum de estúdio, My Happy Place.
Bunton atuou como jurada em programas de talentos na televisão, incluindo Dancing on Ice (2010–2011), Your Face Sounds Familiar (2013) e Boy Band (2017). Ela competiu na quarta temporada do programa de dança Strictly Come Dancing da BBC One em 2006. De 2013 a 2018, Bunton foi co-apresentadora do programa de rádio Heart Breakfast em Londres ao lado de Jamie Theakston. Atualmente, ela apresenta seu próprio programa na Heart Radio nas noites de domingo.

## Biografia
Emma Lee Bunton nasceu em 21 de janeiro de 1976, em Finchley e cresceu em Woodside Park, ambos bairros do norte de Londres. É filha de Pauline Lee, instrutora de karaté, e Trevor Bunton, pastor, tendo apenas um irmão mais novo, Paul James Lee Bunton.
Aos onze anos, quando estudava na Escola Primária de Santa Tereza, em Finchley, seus pais se divorciaram e ela e o irmão ficaram com a mãe. A partir daí, Emma já começava a se interessar por artes e acabou tornando-se modelo. Aos 16 anos, Emma começou a estudar teatro no Barnet Technical College. Estudou ainda no Sylvia Young Theatre School, em Marylebone, onde foi aluna de Pepi Lemmer.
Bunton apareceu brevemente na novela da BBC EastEnders em 1992 como uma assaltante e em 1993, ela apareceu no drama policial da ITV, The Bill, além de fazer uma breve aparição como prostituta na série dramática da BBC, To Play the King.

## Carreira com as Spice Girls
Em 1995, Emma recebe um telefonema de sua ex-professora de canto, Pepi Lemer, pela sugestão de sua amiga Victoria Beckham (então Victoria Adams), para ser o quinto elemento de um grupo pop feminino, ocupando o lugar de Michelle Stephenson. A cantora aceita o convite ao lado de Victoria, Geri Halliwell, Melanie Brown e Melanie C para formar, assim, o grupo Touch.
Insatisfeitas com os empresários, as cinco garotas quebram o relacionamento com os produtores e vão morar em um subúrbio de Londres,onde compuseram novas músicas e criaram suas próprias coreografias. Em uma sessão de ginástica surgiu o nome de "Spice" para o grupo, porém como já existia um rapper com esse nome decidiram acrescentar o "Girls" para formar assim as Spice Girls.
Com um novo produtor, Simon Fuller, em 1996, as Spice Girls lançaram o primeiro single, "Wannabe", que se tornou sucesso mundial, chegando ao #1 nas paradas em mais de 36 países, sendo o single de estreia de uma banda feminina com melhor desempenho.
O primeiro álbum, Spice, trouxe mais 4 singles, todos no primeiro lugar. Já em 1997 veio o segundo álbum, Spice World, com três de seus quatro singles no topo das rádios, consolidando o sucesso e um filme de mesmo nome (Spice World - filme). Em 31 de maio de 1998, Geri Halliwell anuncia sua saída do grupo, declarando divergência de opiniões. No mesmo ano, as Spice Girls gravaram sua primeira música como um quarteto, Goodbye.
Depois de quase dois anos sem lançar nenhum single, em 2000 as Spice Girls lançam seu terceiro álbum, Forever, e mais dois singles. Logo após, as Spice Girls anunciaram sua parada como um grupo, dando mais atenção para suas carreiras solo.
No grupo, Emma ficou conhecida por sua simplicidade. A cantora era a que levava a vida com hábitos quase que de uma pessoa “normal”, sem expor-se aos tabloides, sendo muito reservada em relação à imprensa. Talvez por isso era frequentemente escolhida como a mais meiga pelos fãs, e era normal ver a cantora passeando por lugares comuns, como qualquer outra garota de 20 anos. A cantora foi a única que sempre manteve contato com todas as outras quatro ex-companheiras, inclusive no período em que o grupo se desfez e gerou-se um mal-estar entre as outras garotas...

## Carreira solo

### 1999-2002:A Girl Like Me
Em 1999, a cantora teve seu próprio programa de TV, pela emissora VH1. No programa, chamado Emma, a cantora apresentava os dez clipes mais pedidos da semana e comentava sobre o que estava acontecendo de novo no mundo da música. O programa teve pouco tempo de vida, devido aos compromissos da cantora com o terceiro álbum junto às Spice Girls, em 2000, e a produção de seu primeiro álbum solo.
Em 13 de novembro de 1999, Emma aceita o convite da banda Tin Tin Out para gravar o single "What I Am", seu primeiro trabalho solo. O single entrou direto para o segundo lugar nas rádios, ficando atrás de sua ex-companheira Geri Halliwell com o single "Lift Me Up", por uma diferença de apenas 330 cópias vendidas. O single ainda marcou boas posições, chegando ao décimo quarto lugar na Irlanda e ao quinto no Brasil. Já em 2000 a cantora voltou à emissora VH1 para apresentar uma série de programas para um especial de fim de ano com o melhor dos anos 90 no mundo da música.
Em 2 de abril de 2001, Emma lança seu segundo single, "What Took You So Long?", uma mistura de pop e country. Em sua primeira semana, o single vendeu 76.000 cópias, e um total de 250.000 só no Reino Unido e 2.000.000 mundialmente, tornando-se um grande sucesso da cantora, chegando ao primeiro lugar no Reino Unido, Brasil, Nova Zelândia, México, entre outros países. O lado B do single, "(Hey You) Free Up Your Mind", contou com participação da também Spice Girl Melanie C e ficou mundialmente conhecido ao se tornar tema do filme Pokémon.
O primeiro álbum, A Girl Like Me, foi lançado em 16 de Abril de 2001 pela EMI. O álbum obteve uma vendagem de 23.000 cópias no Reino Unido apenas na primeira semana - o melhor desempenho de um álbum de uma ex-Spice Girl na primeira semana lançado. A Girl Like Me vendeu ao todo 425.000 cópias no Reino Unido e em torno de 1.000.000 em todo o mundo, sendo o 47º best-seller do ano de 2001.
O terceiro single "Take My Breath Away" foi lançado em 27 de agosto de 2001 e alcançou o segundo lugar no Reino Unido e foi o segundo single a alcançar o primeiro lugar no Brasil. O single foi a primeira canção romântica da cantora e obteve um total de vendas de 856.007 cópias. Ainda em 10 de dezembro de 2001 o quarto single "We're Not Gonna Sleep Tonight" é lançado. Porém, o single não alcançou grandes êxitos, vendendo apenas 354.892 cópias e estacionando na vigésima posição no Reino Unido, na décima quarta no Brasil, além de chegar à vigésima primeira no México.
A faixa título, "A Girl Like Me", seria lançada como quinto single do álbum. Porém com o baixo desempenho de "We're Not Gonna Sleep Tonight" nas rádios, o lançamento foi cancelado, e a música foi liberada para as rádios como um single promocional, o último trabalho realizado no álbum. A faixa, que já era apresentada nos shows da cantora como um pré-lançamento, ganhou uma edição ao vivo do seu vídeo.
Insatisfeita com seu primeiro álbum solo, Emma recusou seguir gravando apenas músicas pop, sendo então dispensada das gravadoras Virgin Records e EMI. Na sequência, foi contratada pela Universal Music, interessada em seu novo trabalho.

### 2003-2005:Free Me
Em 26 de maio de 2003, Emma volta às rádios com o novo single "Free me", que apresentava uma sonoridade totalmente diferente dos trabalhos anteriores da cantora. O single, com elementos de Bossa Nova, chegou à posição de número três nas paradas. Só na primeira semana o single vendeu 55.550 cópias no Reino Unido. O vídeo da música foi todo gravado no Rio de Janeiro, Brasil, o que ocasionou uma apresentação da cantora no país.
| “ | Eu comecei a vestir-me como uma Bond Girl neste vídeo, o que foi muito divertido, e foi ótimo trabalhar com o diretor Tim Royes. Nós gravamos este vídeo no Rio de Janeiro, logo após o carnaval houve algum lugar, de forma que ele foi nada mais que perfeito. | ” |

Em 13 de outubro de 2003 o segundo single, "Maybe", conquistou um sexto lugar e logo subiu para o primeiro. O single foi o maior êxito da carreira de Emma Bunton, permanecendo por semanas nas rádios e totalizando as vendas de 337.852 cópias no Reino Unido e em torno de 2.000.000 em todo mundo.
| “ | Os 'ba da das' nesta canção são realmente inspirados na música daqueles filmes pornô alemães que o escritor Yak Bondy sugeriu-me, não o cinema, mas a música. Ela tinha esse tipo de sonoridade cativante, por isso pensei: Sim, eu vou usar isso. | ” |

Em 9 de fevereiro de 2004, Free Me é lançado, sendo uma libertação da cantora da imagem de ex-Spice Girl, excursionando por uma sonoridade retrô e investindo nos elementos sessentistas com arranjos surpreendentes ao som de violinos e piano, trazendo envolventes faixas de Bossa Nova e um toque sofisticado de Samba.
O álbum foi, em grande parte produzido por Mike Peden e Yak Bondy, que já produziu faixas para S Club 7 e Lucie Silvas para nomear alguns. Outras contribuições no álbum foram cortesia de Cathy Dennis, Henry Binns e Luis Fonsi, sendo que das onze canções presentes no álbum, dez foram de autoria de Emma em parceria, apenas uma faixa não pertence à cantora. A canção, que originalmente se chama "Os Grilos", foi escrita e gravada pelo brasileiro Marcos Valle em 1968 e agradou aos ouvidos de Emma Bunton em uma de suas visítas ao Brasil, que decidiu gravar uma versão inglesa, chamada de "Crickets Sing For Anamaria", um dos single de Free Me.
Free Me passou mais de doze semanas entre os dez álbuns mais vendidos, sendo que só em sua primeira semana foram 150.000 cópias vendidas apenas no Reino Unido.
O single "I'll Be There" foi lançado em 10 de janeiro de 2006, porém sem grande divulgação, emplacou uma sétima posição nas paradas das rádios, vendendo apenas 40.000 cópias no Reino Unido.
Em 31 de maio de 2004 é lançado o último single do álbum, "Crickets Sing For Anamaria". Porém o single alcançou apenas a décima quinta posição, sendo o single de posição mais baixa desde "We're Not Gonna Sleep Tonight". Sua venda total ficou em torno de 27.000 cópias.
| “ | Eu fiquei pensando toda hora nesta faixa do álbum quando eu estava filmando o vídeo de "Free Me" - e foi um presente, em primeiro lugar, e foi com certeza o trabalho que eu mais gostei, (…) eu adoro a faixa. É uma canção perfeita para o verão. | ” |

O sucesso de "Free Me" e o amadurecimento de Emma Bunton foram aclamados pela crítica que classificou o álbum como "o melhor álbum de uma ex-Spice Girl"
A revista Q públicou sobre Free Me que "o álbum tem charme, graça e é divertido". Já segundo o jornal The Daily Telegraph, o álbum "é ótimo, dá vontade de ficar boiando numa piscina bebendo Dry Martinis". A revista Marie Claire disse que ele "mistura bossa nova com trilha de James Bond" e que "Emma lembra uma sedutora Brigitte Bardot".
Em 2005 a cantora participou de alguns filmes como Pyaar Mein Twist e Chocolate: Deep Dark Secrets, em Bollywood, a segunda maior produtora cinematográfica mundial, na Índia.

### 2005-2007:Life In Mono
Já em 2006, Emma foi convidada a participar de uma das edições do programa da BBC, Strictly Come Dancing. O sucesso com o público foi tanto que a cantora permaneceu por várias semanas apresentando-se com suas coreografias. Emma foi a última mulher a ser eliminada e ficou em terceiro lugar na disputa.
Ainda em 2006, Emma participou de alguns episódios da quinta temporada da série inglesa Absolutely Fabulous. Além disso a cantora foi convidada para apresentar os programaas SMTV Live, T4, e também a ter seu próprio programa de entretenimento e música no VH1, um dos mais completos canais de música.
Em agosto seu ex-produtor, Simon Fuller, anunciou que ele estava planejando uma sitcom televisiva baseada em Emma Bunton, o que deixou a cantora honrada com a homenagem.
Em 13 de novembro de 2006, Emma Bunton volta para a música e lança o primeiro single de seu novo álbum Life in Mono, a regravação de                "Downtown" da cantora Petula Clark, de 1964. O single foi o tema de 2006 para a campanha beneficente Children in Need, que ajuda crianças carentes. O single alcançou a terceira posição no Reino Unido, e em alguns países chegou a alcançar o primeiro lugar. O single foi o de maior venda de Emma Bunton, e o maior número de downloads digitais desde "What Took You So Long".
Em 4 de dezembro de 2006, Emma Bunton lança seu terceiro álbum em estúdio, Life in Mono, depois de passar todo ano de 2005 produzindo-o. Life in Mono inicialmente estava previsto para ser lançado em 20 de novembro, porém acabou por ser adiado e lançado apenas em dezembro. Assim como o seu antecessor, Free Me, Life in Mono apresenta sonoridade sessentista. Para o álbum em particular, os arranjos foram inspirados em músicas francesas dos anos 60, com alguns elementos de British, 60's e Motown. A faixa título, "Life in Mono", é uma versão da banda Mono, de 1990, mais conhecida por fazer parte da trilha sonora do filme Grandes Eperanças. Já a faixa "Take Me to Another Town" é um cover de Herb Alpert, de 1995.
O álbum correspondeu às expectativas apenas pela sonoridade e surpreendeu a crítica pela ousadia. Das 14 músicas, 8 foram escritas por Emma. No entanto, o álbum teve pouca promoção após a cantora ter descoberto que estava grávida. Com a gravidez, ela também decidiu dar uma pausa na carreira, depois de lançar o CD e apenas mais um single. Life in Mono estreou nas paradas numa desconfortável posição #65, caindo na semana seguinte para #75, e na próxima já nem aparecia na tabela de álbuns, obtendo uma vendagem em torno de apenas 70.000 cópias no Reino Unido.
Em 12 de fevereiro de 2007, o segundo single All I Need to Know é lançado, vendendo apenas 4.700 cópias e amargurando a posição #71 nas paradas do Reino Unido. O videoclipe da música, dito pela cantora como uma autobiografia, faz referências ao filme Cidade dos Anjos, onde a cantora incorpora um anjo que não consegue voltar para o lar, pois suas penas caem. Na época, a cantora admitiu o fracasso e relacionou a pouca divulgação do single à sua gravidez. Ainda em 2007, a faixa "Take Me to Another Town" seria lançada como terceiro single da cantora, porém foi cancelado devido à gravidez e principalmente aos planos de gravar uma coletânea com seu antigo grupo, as Spice Girls, sendo que a canção acabou sendo lançada como um single promocional apenas.
Em 19 de março de 2007, Emma estrelou um dos episódios de uma das maiores séries australiana, Neighbours, no episódio intitulado "What's a Spice Girl Like You...?".

### 2007-2008: turnê com Spice Girls e maternidade
Em 28 de junho de 2007, Emma Bunton aparece com Geri Halliwell, Melanie B, Victoria Beckham e Melanie C Spice Girls andando inesperadamente pelas ruas de Londres anunciando o retorno das Spice Girls depois de 6 anos separadas e 9 sem Geri Halliwell. Em uma coletiva de imprensa em Londres, anunciaram um Greatest Hits e uma turnê mundial. Cerca de 1.000.000 fãs se registraram para comprar ingressos no site do grupo apenas no primeiro dia, o que ocasionou o acréscimo de novas datas para a turnê. Na mesma época o grupo entrou para o Guinness Book, batendo o recorde de ingressos vendidos em menor tempo: foram 38.000 ingressos vendidos em 38 segundos. Em 10 de agosto de 2007 nasce o primeiro filho da cantora, batizado de Beau.
O single "Headlines (Friendship Never Ends)" é lançando em 19 de outubro, sendo tema do Victoria's Secret Fashion Show e do Children in Need de 2007. Em ambas ocasiões as cantoras cantaram, além do novo single, a canção Stop. Já em 14 de novembro é lançado o álbum Greatest Hits, com os maiores sucessos do grupo e duas faixas inéditas. O primeiro single do retorno do grupo chegou ao décimo primeiro lugar, o mais baixo alcançado pelas cantoras, enquanto o álbum alcançou o segundo lugar em vendas. Ainda em novembro, Emma e as outras Spice Girls protagonizam dois comerciais para a maior rede de supermercados do Reino Unido, a Tesco, para o Natal e para o Ano Novo. Já em 2 de dezembro de 2007 inicia-se a turnê The Return of The Spice Girls, com os maiores sucessos do grupo, em Vancouver, no Canadá.
Na turnê, Emma cantou um dos maiores sucessos, "Maybe", estampado por um cenário com listras preto e branco, de onde a cantora surge por uma plataforma no meio do palco. Em uma das apresentações a cantora caiu do palco e torceu o tornozelo, recuperando-se nos três dias de intervalo entre um show e outro. Em 13 de fevereiro de 2008 a faixa "Voodoo" é lançada apenas na Austrália, porém consegue uma posição apenas na Finlândia, apesar de nenhuma divulgação da faixa. Já em 26 de fevereiro de 2008 a turnê de reencontro chega ao fim depois de três meses de viagem deixando cada uma das integrantes livre para suas carreiras solo novamente. Emma então pede um tempo à gravadora para dedicar-se ao seu filho, nascido em meio aos preparativos da turnê.

### 2009-2011: televisão e rádio
Em 2 de abril de 2008, Emma apareceu ao lado de Geri Halliwell e outros artistas no vídeo promocional da música "I'm A Believer" para o comercial "American Idol Gives Back", do programa musical American Idol, nos Estados Unidos. O vídeo foi gravado enquanto Emma estava em turnê por Los Angeles.
Em julho de 2008, Emma foi convidada para apresentar o programa matutino Richard & Judy da emissora Channel 4, enquanto a apresentadora Judy Finnigan estava em licença por motivos de saúde. Já em setembro, a cantora apresenta ao lado do comediante Jimmy Tarbuck o prêmio For One Night Only Awards, transmitido pela emissora TV1. Na ocasião, a cantora cantou a canção "Let's Face The Music And Dance". Em outubro de 2008, ela participou da programa The X Factor', junto a Dannii Minogue, ajudando a escolher os finalistas do reality show musical.
Em 13 de junho de 2009, Emma foi convidada a ser DJ da Heart Radio de Londres, ganhando dois programas semanais na estação, onde tocou músicas atuais e clássicos, marcados pelo clima de descontração e espontaneidade. A cantora realizou entrevistas com personalidades do mundo da música e cinema como Meryl Streep, Sandra Bullock, Michael Bublé e Mariah Carey. Ainda em 2009, o produtor Max Martin afirmou em uma entrevista que esteve trabalhando com a Emma Bunton em um material musical, porém na mesma época a cantora afirmou que não tinha planos de gravar novo material por enquanto, e no momento pretendia se dedicar à família e seu filho com então 3 anos.
Em 2010, Emma foi convidada para ser jurada do programa Dancing On Ice da rede britânica ITV. No mesmo ano, ela apresentou os programas Don't Stop Believing, do canal britânico Five, e esteve na programação matutina do canal GMTV entrevistando outras celebridades como Tom Cruise, Ed Westwick e Sarah Jessica Parker. Em 4 de novembro deste mesmo ano, Emma anunciou em sua página oficial sua segunda gravidez, com Jade Jones, seu parceiro há 13 anos.
Em 6 de maio de 2011, ela deu à luz seu segundo filho, chamado Tate Lee Jones, estando noiva de seu parceiro de longa data.

### 2012-2017: musical e reunião com Spice Girls
Em 2012, Emma lançou uma linha infantil de roupas em parceria com a empresa Argos: a coleção trouxe 99 peças para recém-nascidos e crianças com idade até 10 anos. Neste mesmo ano, Emma fez uma participação no filme do comediante britânico Keith Lemon.
Em 26 de junho de 2012, Emma se reuniu com todas as Spice Girls numa conferência de imprensa em Londres, para promover o lançamento de Viva Forever! (um musical) no teatro, que estreou no final do mesmo ano, em temporada única. Em 12 de agosto, após várias especulações, Bunton e as Spice Girls se apresentaram na Cerimônia de encerramento dos Jogos Olímpicos de Verão de 2012, onde performaram um medley com "Wannabe" e "Spice Up Your Life".
Ainda em 2012, Bunton gravou um dueto com Melanie C, para o álbum Stages da amiga, na faixa "I Know Him So Well". A música foi lançada como segundo single do álbum, em 11 de novembro de 2012.
Em março de 2013, Emma foi indicada pela Foxy Bingo a Mamãe Celebridade do Ano. Em 2014, Emma e Melanie C gravaram com outros artistas a música oficial da equipe da Inglaterra para a Copa do Mundo de 2014.
Em 2016, foi confirmada uma nova reunião de Emma com as Spice Girls, em comemoração aos 20 anos de lançamento do single de estreia "Wannabe". Uma turnê também foi cogitada, mas apenas com a participação de Geri, Emma e Mel B, sendo chamada de Spice Girls GEM. No começo de 2017, tal apresentação foi cancelada, devido à gravidez de Geri Halliwell; com Emma voltando-se novamente ao seu trabalho na televisão e rádio. Em outubro de 2017, a Baby Spice fez uma aparição no clipe de "Room for Love" de Mel C.

### 2018-presente:My Happy Place
Em junho de 2018, Bunton revelou numa entrevista ao programa This Morning que ela estava em estúdio trabalhando em um novo material solo, mais de uma década depois do lançamento de seu último álbum, Life in Mono. Em novembro do mesmo ano, ela e as Spice Girls anunciaram seu retorno em uma nova turnê Spice World - 2019 Tour, com datas na Irlanda e no Reino Unido.
Em fevereiro de 2019, Emma lança finalmente "Baby Please Don't Stop", seu primeiro single desde 2012, antecedendo o novo álbum "My Happy Place", lançado em 12 de abril.
Ainda em 2019, Emma se reuniu com Geri, Mel B e Mel C na turnê Spice World - 2019 Tour, em 13 shows. Sem a participação de Victoria Beckham, as apresentações aconteceram em estádios no Reino Unido e na Irlanda, entre 24 de maio e 15 de junho.
Em 2021, Emma e Mel B fizeram uma participação especial no reality show da Netflix "The Circle".

## Discografia
- 2001: A Girl Like Me
- 2004: Free Me
- 2006: Life in Mono
- 2019: My Happy Place

## Prêmios
| Ano  | Categoria                  | Prêmio                    | Indicação           | Resultado |
| ---- | -------------------------- | ------------------------- | ------------------- | --------- |
| 2001 | Melhor Álbum Internacional | Hall Da Fama UOL          | A Girl Like Me      | Vencedor  |
| 2001 | Canção do Ano              | Hall Da Fama UOL          | Take My Breath Away | Vencedor  |
| 2001 | Melhor Álbum               | Capricho - Melhores o Ano | A Girl Like Me      | Nomeado   |

## Videografia
| Ano  | Título                             | Personagem             | Nota                      | Episódios |
| ---- | ---------------------------------- | ---------------------- | ------------------------- | --------- |
| 1992 | EastEnders                         | Claire                 | Série                     | 1         |
| 1993 | The Police                         | Bridget                | Série                     | 1         |
| 1993 | The Bill                           | Janice                 | Série                     | 1         |
| 1993 | To Play the King                   | Prostituta             | Série                     | 1         |
| 1994 | EastEnders                         | Casey                  | Série                     | 12        |
| 2000 | Emma                               | Apresentadora          | Programa                  |           |
| 2000 | The Norm Show                      | Ela Mesma              | Série                     | 1         |
| 2003 | Absolutely Fabulous                | Ela Mesma              | Série                     | 1         |
| 2007 | Strictly Come Dancing              | Ela Mesma/Participante | Concurso de Dança         | 23        |
| 2007 | Neighbours                         | Ela Mesma              | Série                     | 1         |
| 2008 | Richard e Judy                     | Apresentadora          | Programa de TV            | 20        |
| 2008 | The X Factor                       | Juíza                  | Reality Show Musical      | 1         |
| 2009 | Eurovision: Your Country Needs You | Juíza                  | Concurso de Dança         | 1         |
| 2009 | Let's Dance for Comic Relief       | Apresentadora          | Premiação da TV           | 1         |
| 2010 | Dancing On Ice                     | Juíza                  | Concurso de Dança no Gelo | 12        |
| 2010 | Dont's Stop Beliving               | Apresentadora          | Programa de Talentos      | 25        |

## Filmografia
| Ano  | Filme                        | Personagem       |
| ---- | ---------------------------- | ---------------- |
| 1993 | Thatcherworld                | Josie Jenkins    |
| 1997 | Spice World - The Movie      | Ela mesma        |
| 2001 | Yes You Can                  | Pop Angel        |
| 2005 | Chocolate: Deep Dark Secrets | Anna             |
| 2005 | Pyaar Mein Twist             | Ela mesma        |
| 2009 | Ant & Dec's Christmas Show   | Madrasta malvada |